# Tomba Farias
Luiz Antônio Lourenço de Farias, ou simplesmente Tomba Farias (Santa Cruz, 1 novembro de 1958), é um empresário e político brasileiro. Em outubro de 2018, foi novamente eleito deputado estadual do Rio Grande do Norte pelo PSDB, com 41.249 votos, sendo o quarto mais bem votado do estado.